# Cayenne

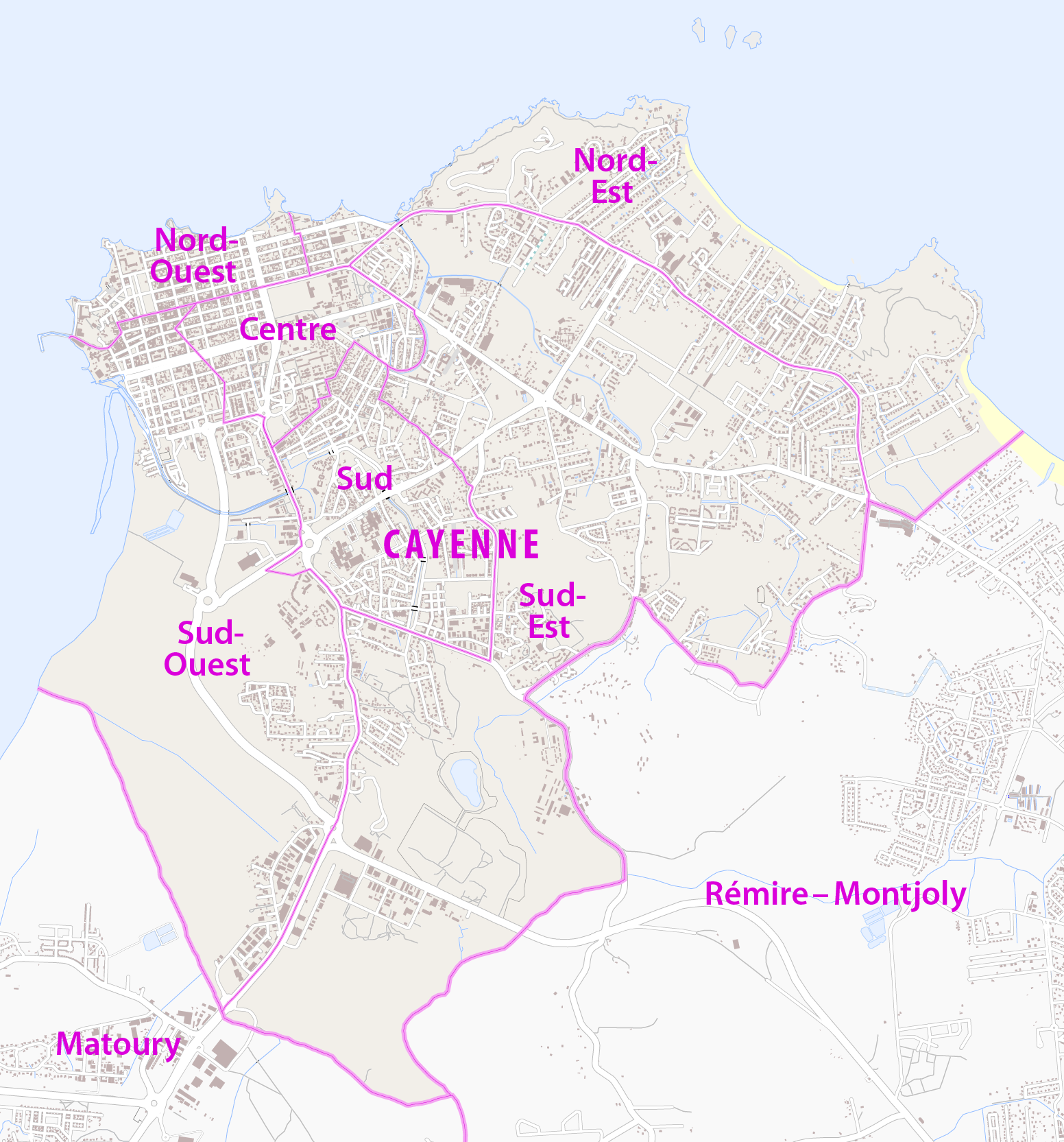

Cayenne je hlavní město francouzského zámořského departementu a zároveň zámořského regionu Francouzské Guyany. Leží na poloostrově u ústí řek Cayenne a Mahury do Atlantského oceánu.

## Obyvatelstvo
Je to největší město Francouzské Guyany, ve kterém žije přibližně třetina obyvatel regionu. V roce 2012 mělo město 55 198 obyvatel.

## Galerie

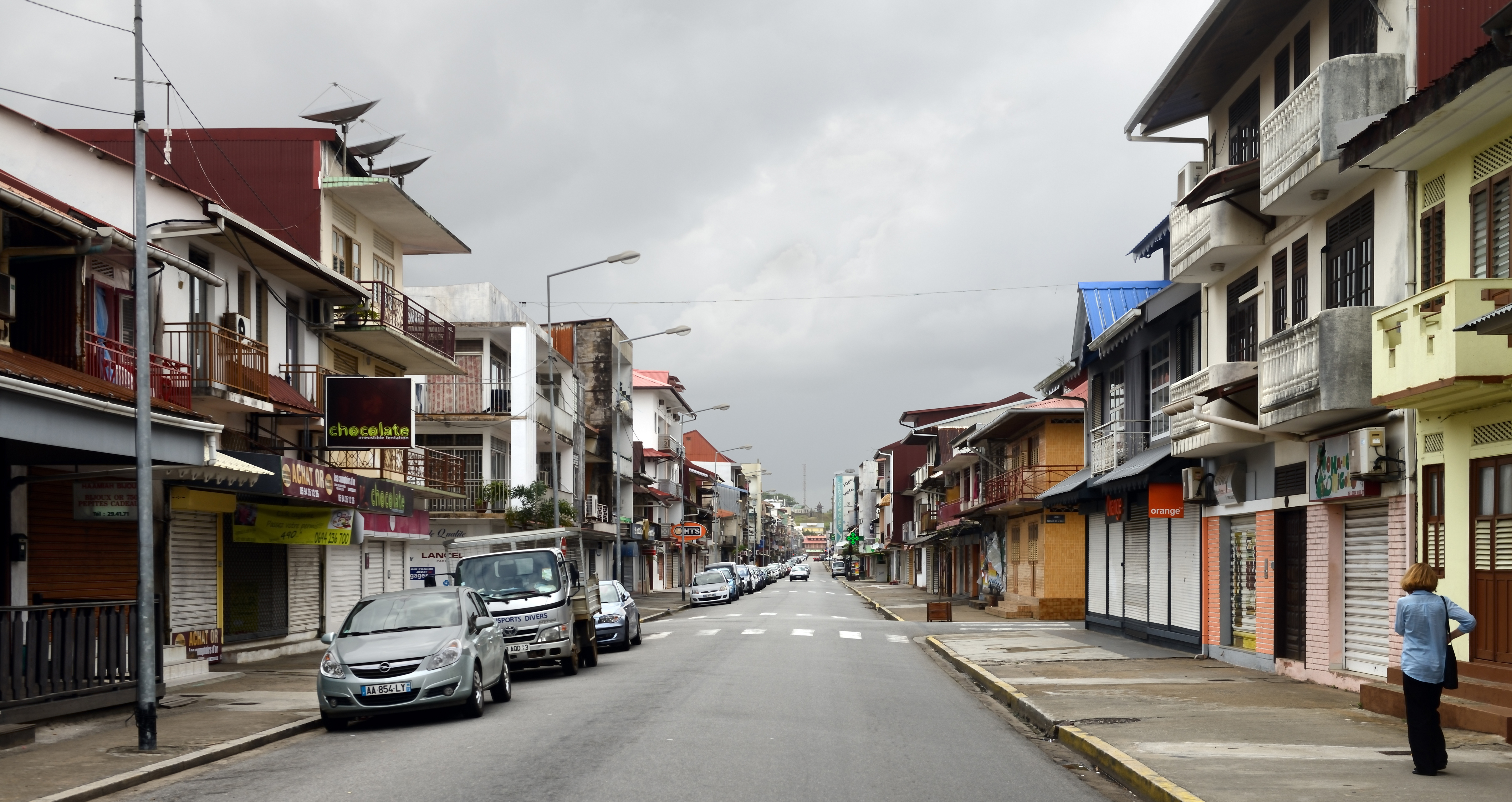
Avenue du Général Charles de Gaulle
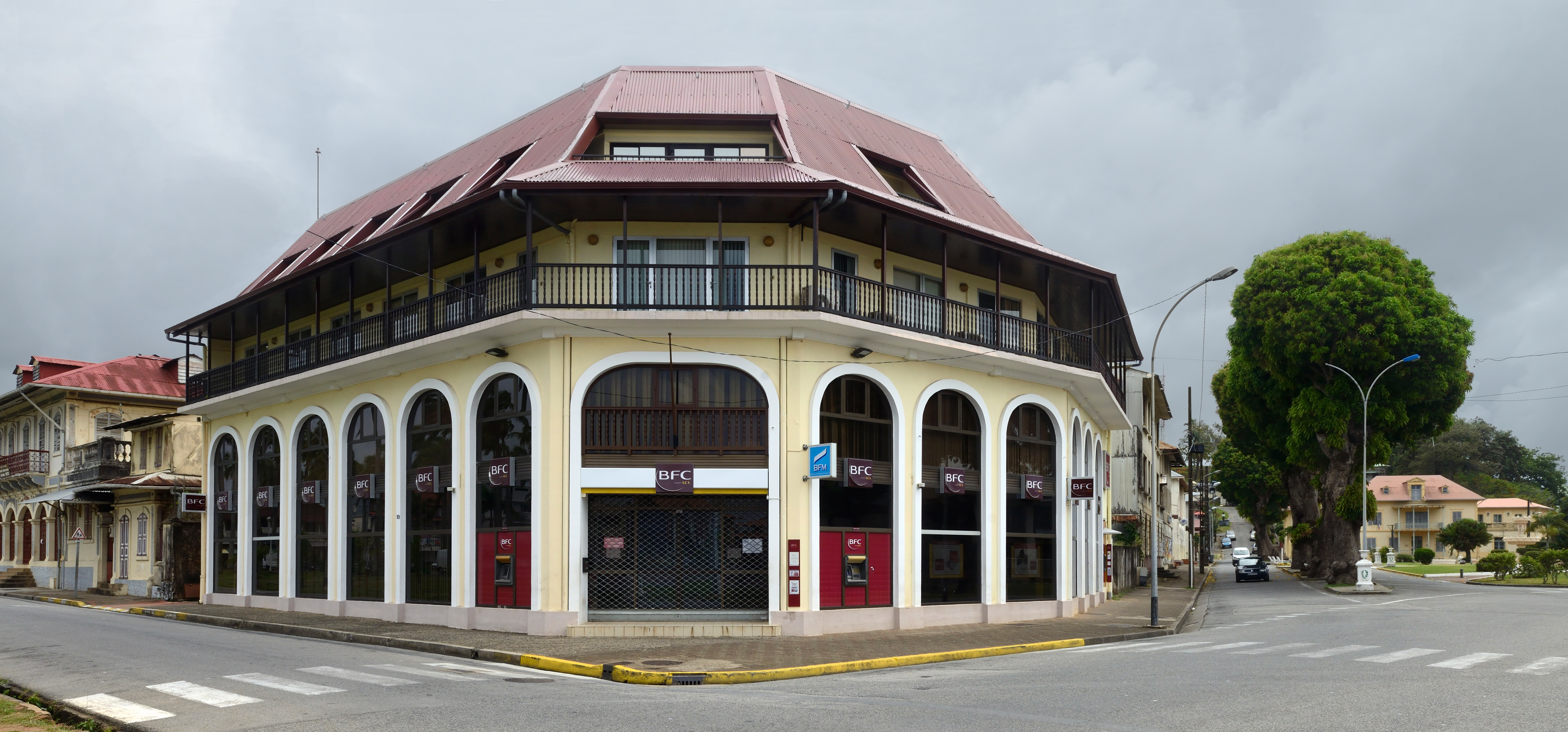
Budova Francouzské obchodní banky
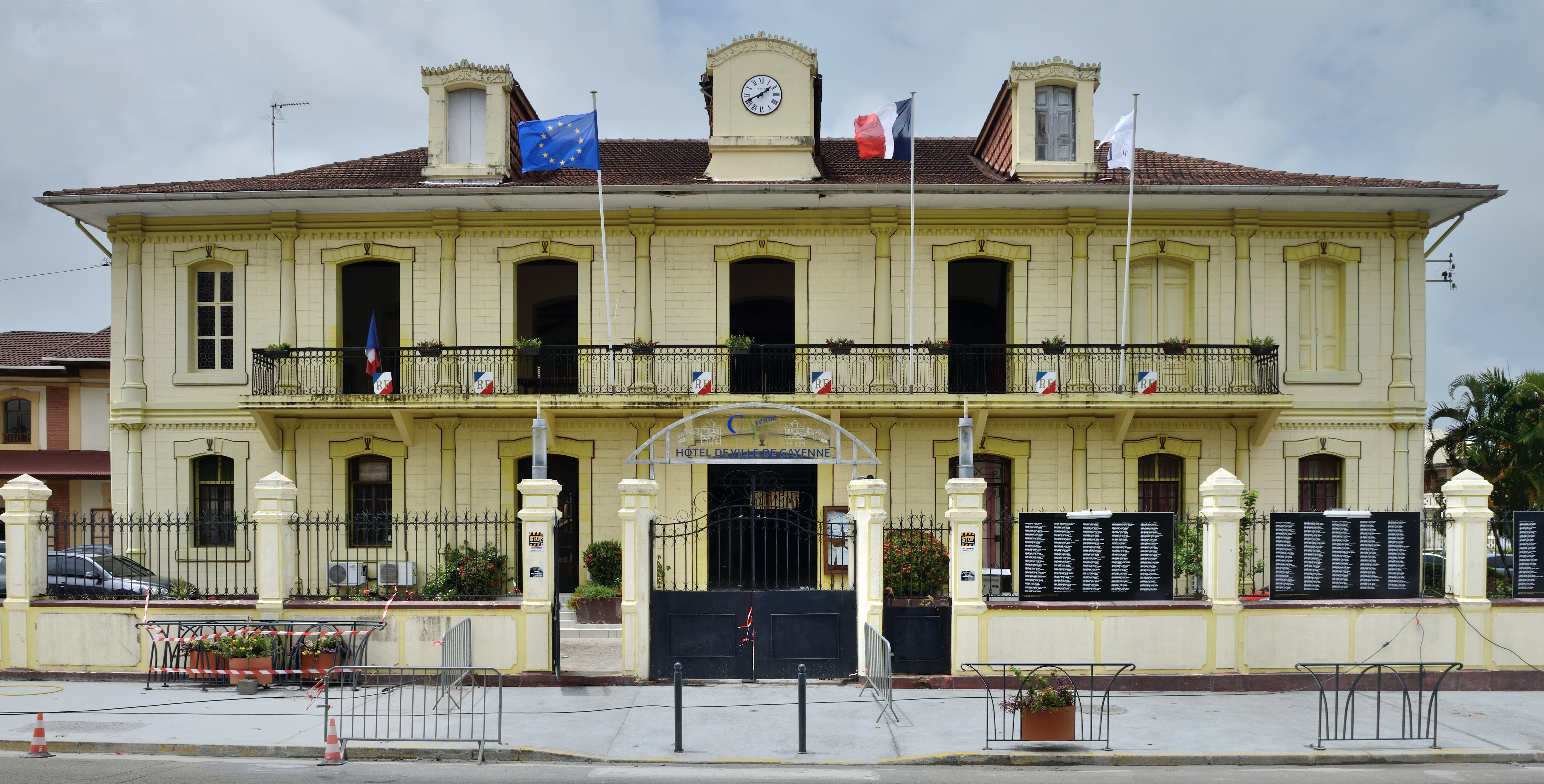
Cayennská radnice
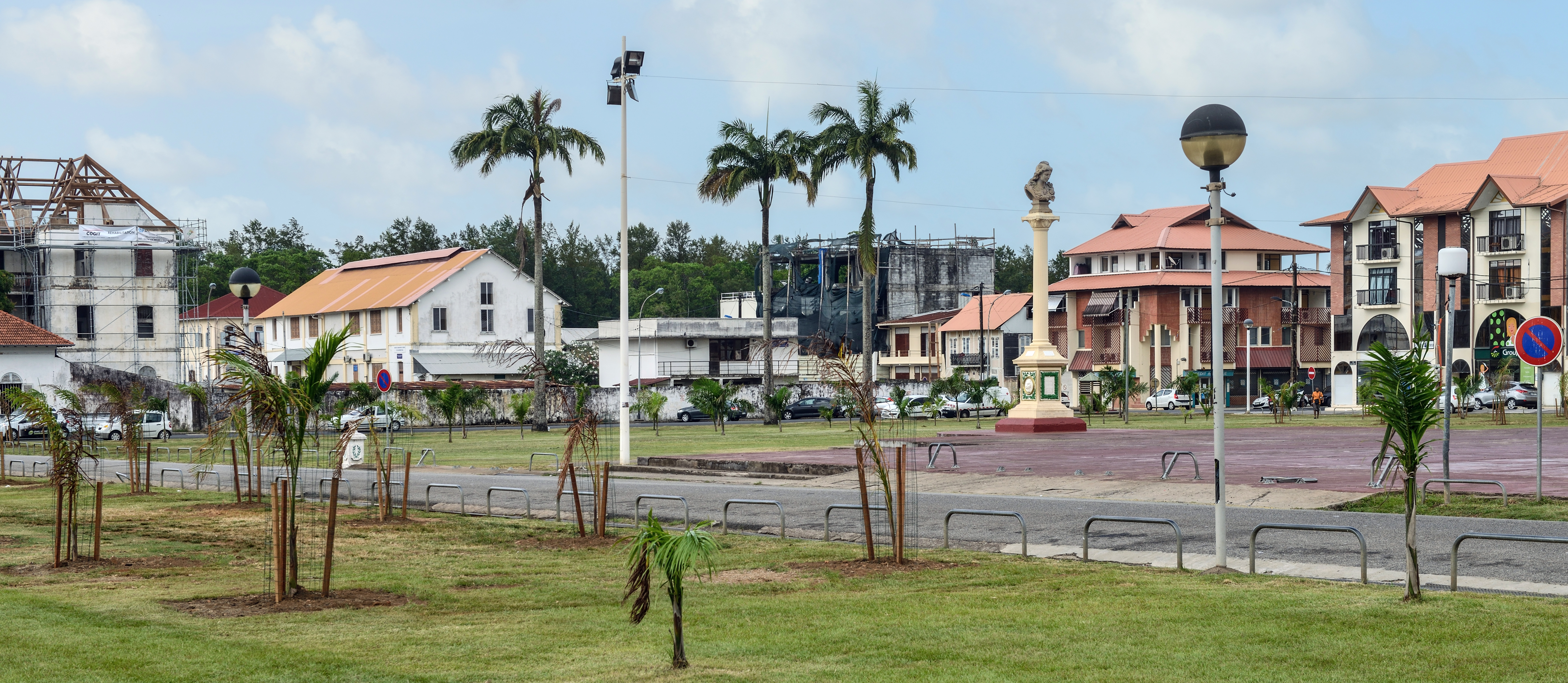
Náměstí s památníkem, postaveným ke 100. výročí Velké francouzské revoluce
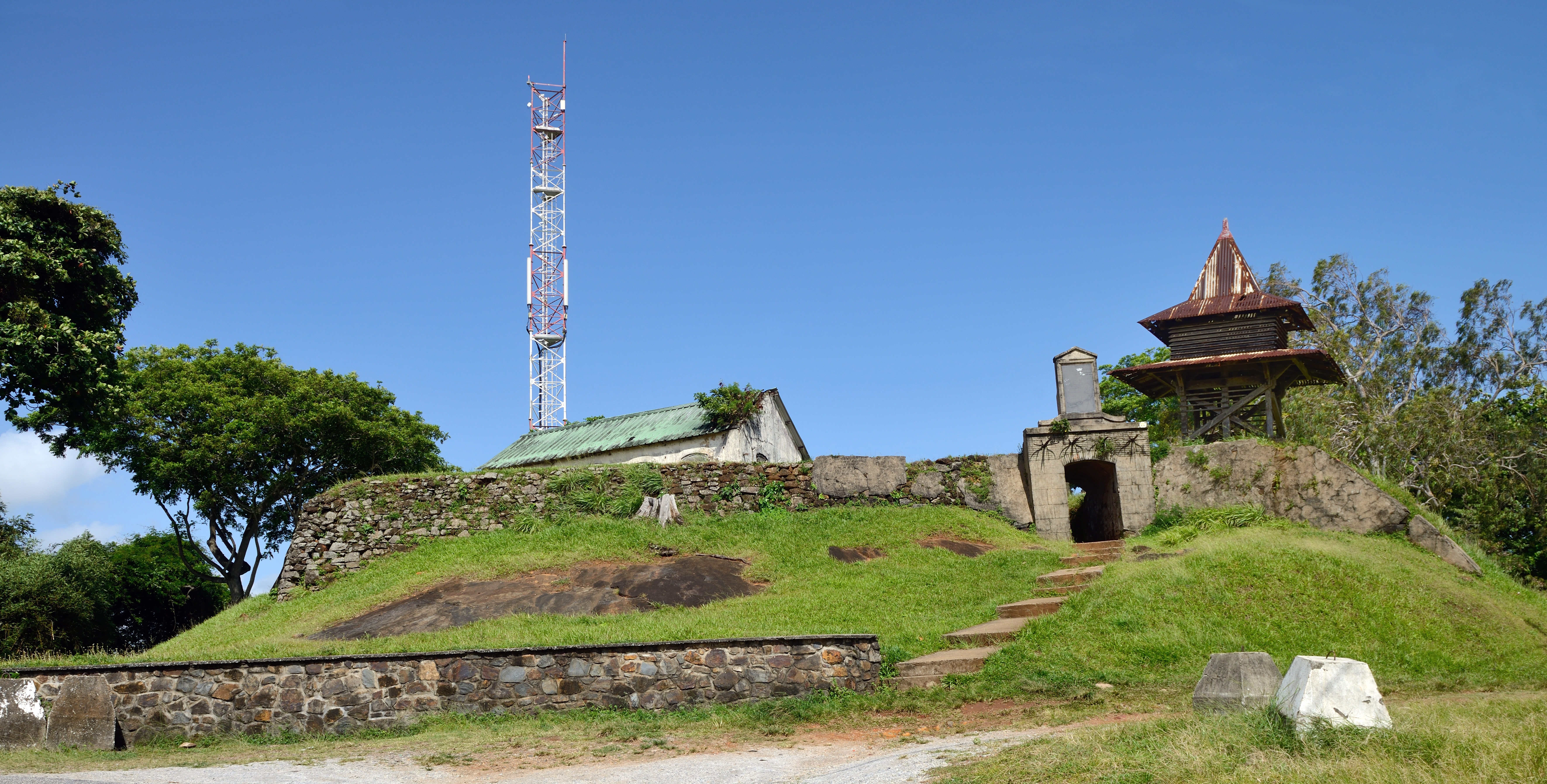
Pevnost Cépérou